# Feel your breeze/one
「Feel your breeze/one」（フィール・ユア・ブリーズ/ワン）は、V6の21枚目のシングル。2002年6月12日にavex traxから発売された。

## 解説
公式には3枚目となる両A面シングル。グループ11作目のオリコンシングルチャート1位を獲得。初動10.7万枚、累計19.7万枚。
本作からコピーコントロールCDが採用され、以降『サンダーバード-your voice-』までコピーコントロールCDとなった。現在コピーコントロールCDの作品は全て廃盤になっているが、通常のCDでの再発売はされてない。

## 収録曲

### 国内盤
1. Feel your breeze [4:06]
作詞：村野直球
作曲：宮崎歩
編曲：鈴木健治
  - 松本潤出演 日本テレビ系ドラマ『ごくせん』主題歌
  - 韓国のアイドルグループ、TACHYONが韓国でカバーした。
2. one [Japanese version] [4:15] - V6 feat. Shoo（S.E.S.）
作詞：上田起士
作曲・編曲：鈴木健治
  - フジテレビ系『VivaVivaV6』テーマソング
3. LET'S SING A SONG [Japanese version] [4:31] - V6 feat. Shoo（S.E.S）
作詞：motsu
作曲：荒木真樹彦
編曲：h-wonder
4. one [Korean version] [4:14] - V6 feat. Shoo（S.E.S.）
Korean lyrics：Shoo
  - 本作の2曲目の韓国語バージョン
5. LET'S SING A SONG [Korean version] [4:31] - V6 feat. Shoo（S.E.S.）
Korean lyrics：Shoo
Rap lyrics：Stephen McKnight・Shoo
  - 本作のカップリングの韓国語バージョン
6. Feel your breeze [Instrumental]
7. one（Japanese version）[without a female vocal]
  - 本作の2曲目の女性ボーカル除外バージョン
8. LET'S SING A SONG（Japanese version）[without a female vocal]
  - 本作のカップリングの女性ボーカル除外バージョン

### 韓国盤
1. one（Korean version）- V6 feat. Shoo（S.E.S.）
2. LET'S SING A SONG（Korean version）- V6 feat. Shoo（S.E.S.）
3. one（English version）- V6 feat. Shoo（S.E.S.）
  - 本作の2曲目の英語バージョン
4. LET'S SING A SONG（English version）- V6 feat. Shoo（S.E.S.）
  - 本作のカップリングの英語バージョン
5. one（instrumental）
6. LET'S SING A SONG（instrumental）
7. one（Korean version only by V6）
  - 本作の2曲目の女性ボーカル除外韓国語バージョン
8. LET'S SING A SONG（Korean version only by V6）
  - 本作のカップリングの女性ボーカル除外韓国語バージョン

## 収録アルバム
- 『seVen』（#1, 2）
  - 初回限定盤には#1のドラマバージョンと、#2の英語バージョンも収録。
- 『Very best II』（#1, 2）
- 『SUPER Very best』（#1）
- 『Very6 BEST』（#1）